# Kalbakken Station
Kalbakken Station (Kalbakken stasjon) er en metrostation på Grorudbanen på T-banen i Oslo. Stationen ligger i bydelen Grorud mellem Rødtvet og Ammerud Stationer. Mod vest i retning mod Rødtvet går banen over jorden, mens den mod øst i retning mod Ammerud passerer gennem en kort tunnel. Selve stationen ligger delvist på en bro over Rødtvetveien og med en kiosk under stationen. 
Stationen ligger i den nordlige del af kvarteret Kalbakken på grænsen til Rødtvet på den nordlige side af Riksvei 4, Trondheimsveien. Beliggenheden gør at mange indbyggere i Rødtved hovedsageligt benytter Kalbakken Station. Ved stationen ligger i øvrigt Fures sykehjem, mens Rødtvet kirke, og Rødtvet skole ligger i gåafstand.